# Miagrammopes auriventer
Miagrammopes auriventer là một loài nhện trong họ Uloboridae.
Loài này thuộc chi Miagrammopes. Miagrammopes auriventer được Ehrenfried Schenkel-Haas miêu tả năm 1953.